# 松野鶴平
松野 鶴平（まつの つるへい、1883年〈明治16年〉12月22日 - 1962年〈昭和37年〉10月18日）は、日本の政治家。衆議院議員、鉄道大臣、参議院議長などを歴任。権謀術数に長けたことから「松のズル平」とあだ名された。また、実業家として菊池電気軌道（現・熊本電気鉄道）の社長も務めた。熊本県平民。
妻・タキノは商工大臣等を務めた野田卯太郎の娘。自由民主党政調会長、総務会長などを務めた松野頼三は三男。民進党の衆議院議員松野頼久は孫、2016年ミス日本グランプリ受賞者の松野未佳は曾孫にあたる。

## 来歴・人物

### 生い立ち
明治16年（1883年）12月22日、熊本県菊池郡城北村（鹿本郡菊鹿町、現在の山鹿市）中農の長男として生まれる。
父・松野長八は農業を営む傍ら馬の仲買人をしていたが、鶴平が生まれて間もなく、農業に見切りをつけて造り酒屋を始めた。鶴平少年は家業の酒造業を手伝いながら地元の木野小学校に通った。
城北学館中退。松野によれば「酒造業は灘などのように名前が通るようになれば別だが、地方の片田舎での営業は、なかなか波があってむずかしい。私の家もご多分にもれず、どんともうかったかと思うと、バッタリといけなくなったりして、とにかく浮き沈みが激しかった。だから小学校を出て中学校に入ったけれども、家業の方が気がかりで仕方がなかった。（中略）家業をつぶしては困るから私も小さいながらよく働いたものである。学校はどうせ中途半端な通学しかできないのなら、いっそやめてしまえ、と思って中途で退学してしまった。そして、それからはもっぱら家業に励むことになったのである。これが私の社会へ出た第一歩である」という。
少年時代から、酒造米の買付けを行い、商売に優れていた。1904年、日露戦争に伴う米の需要を見込んで精米所を開設。日本郵船との取引で莫大な利益を上げる。
1908年、衆議院議員野田卯太郎の長女・タキノと結婚。

### 政界へ
1918年、政友会から出馬し落選。大正9年（1920年）、第14回衆議院議員総選挙に故郷の旧熊本県第4区から立憲政友会公認で立候補し初当選。その後、政友会が分裂し、再び落選。
1932年に国政復帰し、以後、東条内閣下での衆議院選挙まで7期当選。政友会では鳩山一郎派に所属し、内務政務次官、政友会幹事長、米内内閣の鉄道大臣などを歴任した。昭和7年（1932年）2月20日の第18回衆議院議員総選挙では、政友会の選挙対策を取り仕切り、466議席中、304議席を獲得し「選挙の神様」の異名をとった。昭和14年（1939年）に政友会が分裂した際は鳩山や久原房之助らとともに政友会正統派に所属した。1940年、鉄道大臣になる。東海道線の大火災の時にはすぐに現場に駆けつけて復興の手をさしのべた。新聞では「新大臣の手腕鮮か」と賞賛された。

### 吉田茂とともに
戦後は、鳩山とともに旧政友会正統派鳩山系勢力を糾合し、日本自由党の結党に参加。総務となる。
昭和21年（1946年）5月に鳩山が公職追放となったため、後継総裁をめぐり古島一雄、松平恒雄、外務大臣の吉田茂らの名前が取りざたされる中で、鳩山とともに吉田を訪問し、後継を打診するが拒否される。鳩山はあきらめたが、松野はそれから夜な夜な吉田のもとを訪れて「総理概論」とでもいうべき講義を行い、ついには吉田をその気にさせてゆく。
1946年5月13日、深夜、鶴平が外相官邸の塀を乗り越えて、これに忍び込み、寝ていた吉田茂を起こし、朝まで総裁になるようにと説得しつづけた。吉田茂は根負けして総裁となり、第一次吉田内閣が発足する。
鶴平は党務に弱い吉田首相の私的政治顧問として、吉田内閣を支えることになる。政界の寝業師として、同年の抜き打ち解散を吉田首相に進言したり、吉田派と鳩山派の政権抗争では仲介役を務めた。
松野自身も公職追放となっていた、代わりに三男・松野頼三を立候補させる。昭和22年（1947年）の総選挙で、頼三が初当選した。1948年、第二次吉田内閣の発足に際しても、裏舞台で吉田内閣を支え続けていたことが『小説吉田学校』に描かれている。
昭和27年（1952年）の追放解除後は、参議院議員に当選する。このとき「子どもから大人までたくさんの人が手を振って迎えてくれたことが非常に嬉しかった。政治というものは常に国民と一心同体でなければならないと痛感した」という言葉を残している。

### 保守合同へ
しかし、造船疑獄をきっかけに吉田体制が崩壊する中で、内閣不信任案をつきつけられ、解散総選挙をもくろむ吉田に対し、「総裁あっての党ではない、党あっての総裁だ!」「自由党から吉田を除名する」と激怒。副総理の緒方竹虎と共に、退陣へのきっかけを作った。
昭和30年（1955年）の保守合同でもプロモーターとして活躍し、自由民主党結党に参加。自民党の初代参議院議員会長に就任。
昭和31年（1956年）緒方の急死に伴い、2月に後任の総裁代行委員となる。4月には参議院議長に選出される。

### 参議院議長
戦後の参議院では、議事の遂行において公平を期すために議長在任中は党籍を離脱する慣例となっていた。なお松野以前の3人が所属していた緑風会は無所属議員のための会派であって身分的には無所属である。だが、戦前の帝国議会で唯一の公選によって選ばれていた衆議院の議長（通常は第一党から選出）は、その党籍を維持してその権威によって議事運営を行う一方で、第一党の独断的な動きに対しては党員としての発言力によって阻止し続ける事によってその暴走を食い止めるという慣例が存在していた。戦前立憲政友会に在籍していた松野はその時代の議長観を戦後になっても保持しており、他党の党籍離脱要求にもかかわらず参議院議長在任中も党籍を維持。自民党会派にも所属し続けた。日米安保条約改訂などで政局が流動的な情勢の中、松野は己の議長観に忠実に従うことによって自民党側の強引な議事運営を防止しつつ、円滑な審議に尽力して一定の成果を収めたが、それは同時に「参議院の政党化」を促進する事にも繋がった。一方で1961年には衆議院で可決された政治的暴力行為防止法案を参議院で廃案とすることもしている（松野クーデター）。
松野の後任となった重宗雄三も同様に自民党所属のまま参議院議長を9年間務め、党内で絶対的な権力を持つに至った。議長の党籍、ないしは院内会派からの離脱が定着するのは、重宗の後任となった河野謙三が党籍を離脱してからである。
昭和37年（1962年）10月18日、78歳にて死去。従二位勲一等旭日桐花大綬章。墓所は鎌倉市東慶寺。

## 家族・親族

### 松野家
（熊本県菊池郡城北村（後に鹿本郡菊鹿町、現在の山鹿市）、東京都）
- 父・長八[2]（農業、馬の仲買人、造り酒屋[1]）

万延元年正月生 -没
- 母・ソノ[2]（祖父榮三郎長女[2]）

文久3年4月生 -没
- 姉・スナ（熊本県人平井唯蔵に嫁す[2]）

明治14年（1881年）1月生 - 没
- 妹

シヅコ
明治21年（1888年）10月生 - 没
シツカ（熊本県士族園田茂一郎二男園田耕三に嫁す）
明治26年（1903年）1月生 - 没
タマコ（熊本県人宗像龜雄に嫁す）
明治28年（1905年）12月生 - 没
タマエ
明治35年（1902年）3月生 - 没
- 妻・タキノ（商工大臣野田卯太郎長女[2]）

明治15年（1882年）8月生 - 没
- 長男・昌太郎[2]

明治44年（1911年）10月生 - 没
- 次男・良助[2]（実業家）

大正3年（1914年）3月生 - 没
- 三男・頼三[2]（政治家）

大正6年（1917年）2月生 - 没

### 親戚
- 野田卯太郎（福岡県平民、政治家、実業家）
- 古市公威（男爵、東京帝国大学名誉教授）